# PASH!でDASH! 月曜まで60分
『PASH!でDASH! 月曜まで60分』（パッシュでダッシュ げつようまでろくじっぷん）は、雑誌『PASH!』（主婦と生活社刊）の情報ラジオ。

## 概要
- 「ラジオ史上初の本格的女子専用アニメ声優情報番組」として、2007年4月よりラジオ関西で放送開始。なお、ネット配信も実施されている（放送サイトはラジオ関西・アニたまどっとコムの当番組ページ）。

- 「月曜まで60分」のタイトル通り、番組の合間に「月曜日まで、あと○分!」というジングルが入る。このジングルが問題になることが多く、時間が一致していない場合や、一度流したジングルを二度張りしてしまうなど、間違いが頻繁に起こる。

- 同枠(「月曜まで60分」は23:00-24:00)で放送していた『お金がほしいっ!!!』(23:30-24:00)が隔週放送箱番組として復活、『お金がないっpresentsやっぱりお金がほしいっ!!!』として番組内で3分間放送される(ただし「3分間」はあくまで目安。放送が無い週は『お目覚めハーミット』というミニコーナーが放送されていた)。パーソナリティは「月曜まで60分」の二人とこの箱番組内のみ出演の羽多野渉。2007年9月23日放送分にて終了。

- 2008年1月6日に番組初の公開録音を神戸新聞・松方ホールで実施した。

- 2008年10月12日に番組2回目の公開録音が、神戸メリケンパークで行われた第13回ラジオ関西まつりのイベント内で実施された。

## パーソナリティ
- 甲斐田"ナターシャ"ゆき
- 柿原"とまちょふ"徹也

## コーナー
- 思い立ったらコーナーにする癖があるせいか、コーナー数は尋常で無いほど多い。当然ながら一時間収録であるため実行できるコーナーは少なく、結果過去のコーナーのほとんどが自然消滅している(ただ終わった、という発表が無いため、どこかで再開してもおかしくはない)。よって、2009年1月現在ホームページで閲覧できるコーナー、または放送されているコーナーを挙げる。

・PASH!フレッシュニュース
「女の子が気になるゲーム、アニメ関係のニュース」を取り上げるコーナー。現在ではPASH！本誌の発売直前週及び、発売直後の週に放送されることがほとんどで、内容も本誌の内容をパーソナリティが紹介、感想を言う形式になっている。発売直後週のコーナーに関しては二人が内容を広げすぎるため、他のコーナーを圧迫しメールがほとんど読まれない。
・現代オトメの基礎知識
リスナーからオトメに必須な知識を送ってもらうコーナー。
・アニメダス
リスナーからアニメに関する問題を送ってもらうコーナー。番組最初期にはよく行われ、そこで誕生した名言「ルルーシュ・シゲオ」(コードギアスの主人公であるルルーシュの本名を問われた時に甲斐田の返した答え)は今でもちょくちょくネタにされている。現代オトメの基礎知識を含め、現在ではまったく行われていないコーナー。
・クラッシュざんげ堂
日頃やらかしてしまったことで深く落ち込んでいるリスナーを「ドンマイ！」と励ますコーナー。
・今週の標語決定委員会
リスナーから五文字と七文字の単語を集め、ランダムに組み合わせて標語にするコーナー。クラッシュざんげ堂と週代わりで、タイトルコール前のミニコーナーとして放送されている。
2009年から、「今月の標語決定委員会」としてリニューアル。月一のコーナーとなった。
・バツキン
当初はPASH紙面でのコーナー案を募集するコーナーだったが、現在では連載中の小説「サラリーマンとま太郎」に関するアイディアやキャラクターを募集している。本誌の締め切りの関係から、行われるのは最新号が発売された後の三週間程度に限られる。
・かみあいたい
リスナーからのお題に二人が一斉に答え、答えが十問連続で一致すれば神戸牛が食べられるコーナー。神戸に行った際にごほうびが与えられる事になっていて、一回目は2008年年始の公開録音、二回目は同年十月のラジオ関西祭りの際にステーキハウスを訪れた。現在三回目のコーナーが開始されている。また、三回目から答えがかみあわなかった場合、ご褒美的罰ゲームを受けることになった。
・週間八文字ニュース
印象的な出来事を、リスナーから八文字の文章、あるいは単語で募集するコーナー。
・それが浪川大輔だから
リスナーから投稿された、普段の生活で聞こえてきた会話の断片を、パーソナリティ二人が推理するコーナー。コーナー前に柿原が「じっちゃんの名は一つ！」と叫び、甲斐田がスルーするのがお約束のパターン。当初は「それがN川D輔だから」とコーナータイトルがぼかされていたが、当人に名前の使用許可を取った為、晴れて実名でのコーナータイトルとなった。
・おとめのツボ
女性が男性の仕草で、ツボである箇所を送ってもらうコーナー。
・口説かれ王子
柿原が口説かれ王子となり、リスナーから送られてきた口説き文句を採点するコーナー。サイン入りのステッカーが貰える事もあってか、投稿率は非常に高く、一時期はメインコーナーとなっていたが、現在は放送回数が著しく落ちている。
・おとツボ応援団♪まだまだいっくよぉ〜！
甲斐田扮する「きゅんきゅんちゃん」に、近々大切な事を控えているリスナーをホットに応援＆励ましてもらうコーナー。主にエンディング前に放送されることが多い。
・記録戦隊タイトルホルダー
柿原扮する「世界シン」が、世の中のいろんな世界記録に挑んでいくコーナー。決め台詞は「おっす俺、世界シン！」で、どことなく往年のヒーローものを連想させるようなキャラクターで放送している。
・君だけにレスポンス
リスナーからの質問にパーソナリティが答えるコーナーであるが、その質問文は読まれず、パーソナリティの回答だけが流れる。よって、どのような質問がパーソナリティになされたのかは、投稿した本人しか分からないというコーナー。

## ラジオCD
- ナタ☆とま〜PASH!でDASH!月曜まで60分〜
- ナタ☆とま2〜PASH!でDASH!月曜まで60分〜

## ゲスト
- 第9回目：羽多野渉(「お金が欲しい」のコーナーだけで無く番組全編に渡って出演した為、ゲスト扱い)
- 第11回目：代永翼・中村悠一
- 第23回目(2007年09月09日放送分)：市瀬秀和・井上優
- 第25回目(2007年09月23日放送分)：小杉十郎太
- 第30回目(2007年10月28日放送分)：入野自由・草尾毅
- 第37回目(2007年12月23日放送分)：朴璐美・斎賀みつき
- 第63回目(2008年06月15日放送分)：前野智昭
- 第66回目(2008年07月06日放送分)：東地宏樹
- 第86回目(2008年11月23日放送分)：斎賀みつき
- 第94回目(2009年01月18日放送分)：古谷徹

## エピソード
- 柿原が出演している「天元突破グレンラガン」のラジオ番組で、かみあいたいに酷似したコーナーを行った事がある。リスナーからの報告により景品が肉だった事が甲斐田に発覚し(一緒に食べようねって約束したのに、と甲斐田は言っている)柿原は謝罪。その後何度かコーナーは行われたものの、景品が肉であった事は無い。それ以降番組内では「グレンラガン」がNGワードになったらしく、話題が出るときは「天元さん」など適当に誤魔化した言い方をしている。(ただ、フレッシュニュースで劇場版の話題が出た際には堂々と告知している)。
- フレッシュニュースのコーナー内で、他のアニメの難読タイトルを当てる風習が生まれた。柿原が「隠の王」を「いんのおう」と読んでしまったことがそもそものきっかけ。柿原が自身が主役を務める「鉄のラインバレル」の読み方を甲斐田に訊くが、甲斐田は正しく「くろがね」と読んだ。